# Nomada sphaerogaster
Nomada sphaerogaster är en biart som beskrevs av Cockerell 1903. Nomada sphaerogaster ingår i släktet gökbin, och familjen långtungebin. Inga underarter finns listade i Catalogue of Life.